# Espacio de Grothendieck
En matemáticas, un espacio de Grothendieck, que lleva el nombre de Alexander Grothendieck, es un espacio de Banach {\displaystyle X} en el que cada sucesión en su espacio dual {\displaystyle X^{\prime }} que converge en la topología *débil {\displaystyle \sigma \left(X^{\prime },X\right)} (también conocida como topología de convergencia puntual) también convergerá cuando {\displaystyle X^{\prime }} esté dotado de {\displaystyle \sigma \left(X^{\prime },X^{\prime \prime }\right),} que es la topología débil inducida sobre {\displaystyle X^{\prime }} por su bidual. Dicho de otra manera, un espacio de Grothendieck es un espacio de Banach para el que una sucesión en su espacio dual converge *débilmente si y solo si converge débilmente.

## Caracterizaciones
Sea {\displaystyle X} un espacio de Banach. Entonces, las siguientes condiciones son equivalentes:
1. {\displaystyle X} es un espacio de Grothendieck.
2. Para cada espacio de Banach separable {\displaystyle Y,} cada operador lineal acotado de {\displaystyle X} a {\displaystyle Y} es débilmente compacto, es decir, la imagen de un subconjunto acotado de {\displaystyle X} es un subconjunto débilmente compacto de {\displaystyle Y.}
3. para cada espacio de Banach {\displaystyle Y,} generado de forma débilmente compacta, cada operador lineal acotado de {\displaystyle X} a {\displaystyle Y} es débilmente compacto.
4. Cada función *débil continua en el dual {\displaystyle X^{\prime }} es débilmente integrable de Riemann.

## Ejemplos
- Cada espacio reflexivo de Banach es un espacio de Grothendieck. Por el contrario, una consecuencia del teorema de Eberlein-Šmulian es que un espacio de Grothendieck separable {\displaystyle X} debe ser reflexivo, ya que la identidad de {\displaystyle X\to X} es débilmente compacta en este caso.
- Los espacios de Grothendieck que no son reflexivos incluyen el espacio {\displaystyle C(K)} de todas las funciones continuas en un espacio compacto stoneano {\displaystyle K,} y el espacio {\displaystyle L^{\infty }(\mu )} para una medida {\displaystyle \mu } (un espacio compacto stoneano es un espacio compacto de Hausdorff en el que la clausura de cada conjunto abierto está abierta).
- Jean Bourgain demostró que el espacio {\displaystyle H^{\infty }} de funciones holomorfas acotadas en un disco es un espacio de Grothendieck.[1]